# Andrzej Strachocki

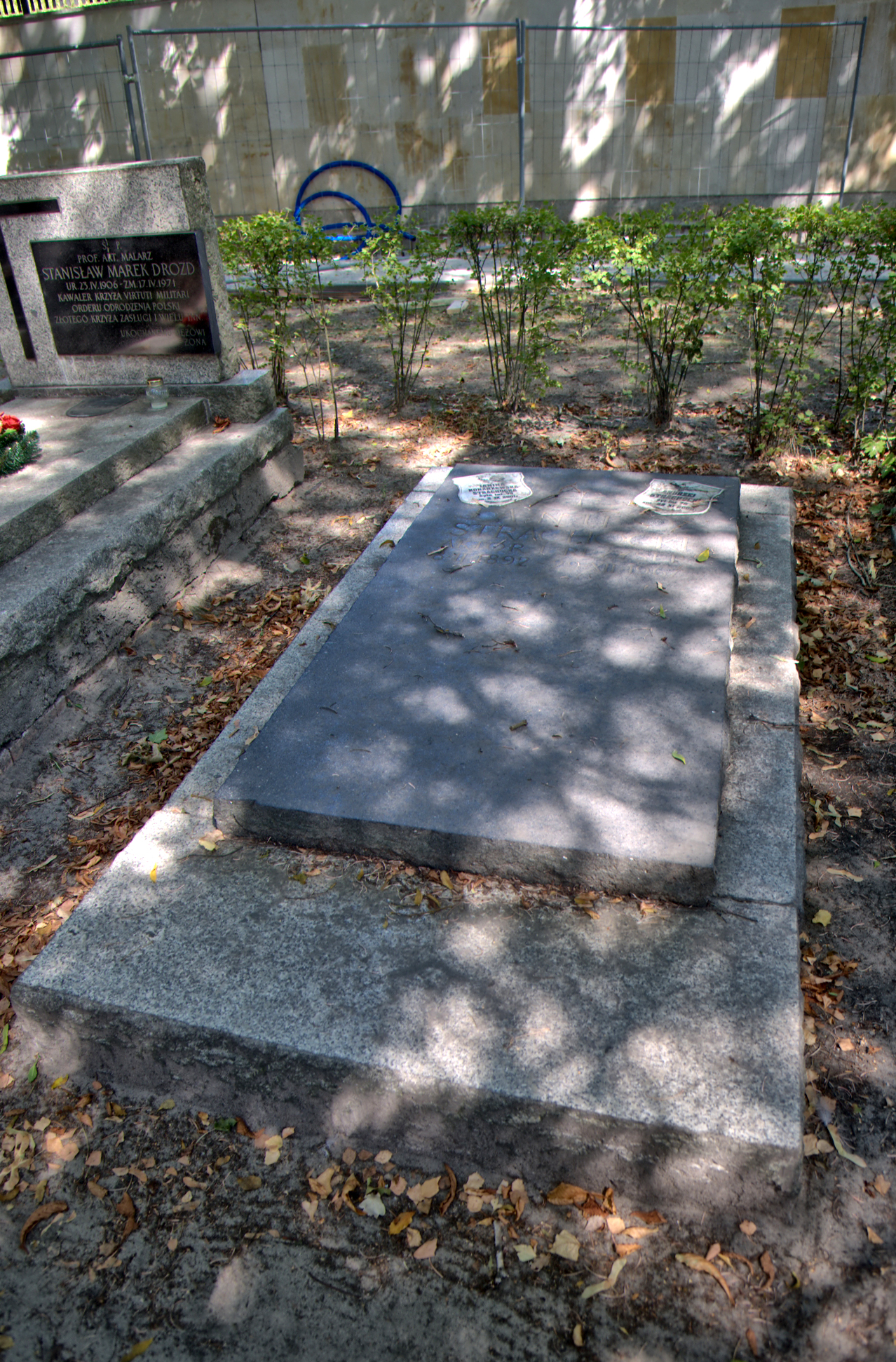
Grób Andrzeja Strachockiego na Cmentarzu Wojskowym na Powązkach w Warszawie

Andrzej Strachocki (ur. 13 kwietnia 1922 w Warszawie, zm. 1 listopada 2004 tamże) – polski architekt, rzeczoznawca SARP. Syn aktora Janusza Strachockiego, mąż architektki Danuty Strachockiej (z d. Biedrzycka).

## Biografia
Urodzony 13 kwietnia 1922 w Warszawie jako syn aktora Janusza Strachockiego i polonistki i aktorki Stefanii Czajkowskiej. W czasie okupacji należał do Armii Krajowej działając pod pseudonimem "Żmijewski" zajmując się pracą w pracowni fałszywych dokumentów. Uczestnik Powstania Warszawskiego. W 1952 został absolwentem Wydziału Architektury Politechniki Warszawskiej. W tym samym roku został członkiem SARP O. Warszawa. Zmarł 1 listopada 2004 w Warszawie. Pochowany na tamtejszym Cmentarzu Wojskowym (kwatera C2-4-3).

## Projekty[3]
- 1959–1961 – Wojewódzka Hala Sportowo-Widowiskowa Spodek w Katowicach, wraz z Maciejem Gintowtem, Maciejem Krasińskim, Jerzym Hryniewieckim, Aleksandrem Włodarzem oraz Andrzejem Żurawskim. – konstrukcja Wacława Zalewskiego
- 1960 – projekt odbudowy Domu Koncertowego w Szczecinie, wraz z Adamem Świdwińskim
- 1973–1989 – Hala Widowiskowo-Sportowa "Podpromie" w Rzeszowie, wraz z Maciejem Gintowtem oraz Maciejem Krasińskim

## Konkursy[3]
- Na projekt koncepcyjny spółdzielczego domu handlowego w Łodzi (1961), wraz z Maciejem Gintowtem, Maciejem Krasińskim, Ewą Krasińską, Wacławem Zalewskim – II nagroda;
- Na projekt zespołu obiektów sportowych w rejonie stadionu X-lecia w Warszawie (1977 – III etap), wraz z Wojciechem Zabłockim, Jackiem Bodasińskim – wyróżnienie.